# Gaëlle Voiry
Gaëlle Voiry, in seguito Gaëlle Bonet (La Rochelle, 11 luglio 1969 – Chens-sur-Léman, 28 settembre 2019), è stata una modella e stilista francese, vincitrice del titolo di Miss Francia 1990.
Fu eletta quarantatreesima Miss Francia, dopo essere stata incoronata Miss Aquitaine 1989. Rappresentò la Francia a Miss Universo 1990. Dopo l' "anno di regno", Gaëlle Voiry intraprese la carriera nel mondo della moda, dapprima come modella ed in seguito come stilista.
È morta nel settembre 2019, a 50 anni, in un incidente stradale, lasciando tre figli.